# Пандино
Пандино (итал. Pandino) је насеље у Италији у округу Кремона, региону Ломбардија.
Према процени из 2011. у насељу је живело 7253 становника. Насеље се налази на надморској висини од 88 м.

## Становништво
Према резултатима пописа становништва 2011. у општини је живело 8.885 становника.
| 1931. | 1936. | 1951. | 1961. | 1971. | 1981. | 1991. | 2001. | 2011. |
| ----- | ----- | ----- | ----- | ----- | ----- | ----- | ----- | ----- |
| 4.469 | 4.483 | 4.826 | 4.857 | 5.419 | 6.161 | 7.045 | 7.802 | 8.885 |

## Партнерски градови
- Saint-Denis-en-Val